# Doug Christie
Doug Dale Christie (Seattle, Washington, SAD, 9. svibnja 1970.) je bivši američki košarkaš.
Studirao je na sveučilištu Pepperdineu za čiju je momčad igrao. Seattle SuperSonicsi su ga 1992. na draftu izabrali u 1. krugu. Bio je 17. izbor.

## Vanjske poveznice
- NBA.com